# Claudia Huaiquimilla
Claudia Huaiquimilla (née en 1987) est une réalisatrice chilienne, d'origine mapuche par son père. Ses deux longs-métrages Mala junta et Mis hermanos sueñan despiertos (es) ont remporté différents prix au Chili et à l’étranger.

## Biographie
Claudia Huaiquimilla naît en 1987. Son père est mapuche et ils font partie de la communauté Lawan. Pendant son enfance, elle vit à La Florida avec sa mère.
Elle étudie la réalisation audiovisuelle à l'université catholique du Chili. Elle réalise, en 2012, son premier court-métrage, San Juan, la noche más larga. Le court-métrage reçoit plusieurs prix, notamment aux festivals de Valdivia et de Clermont-Ferrand (mention du jury).
Son premier long-métrage, Mala junta porte sur l'amitié de deux adolescents dans le sud du Chili tout en abordant les discriminations dont souffre les mapuches et la difficile situation des enfants à la charge de l'état chilien,. Les sujets de harcèlement, du déracinement et de la crise identitaire sont également abordés. Le film est également présenté et primé dans différents festivals. Le film a été difficile à financer selon Claudia Huaiquimilla, et a bénéficié d'un financement participatif. À la sortie du film, elle est présentée comme étant la première cinéaste mapuche.
Entre 2017 et 2019 elle réalise plusieurs vidéoclips pour la chanteuse Denise Rosenthal,.
La projection de Mala junta dans des centres du SENAME (es) (Service National de Mineurs) lui inspire l'idée de son deuxième long-métrage : Mis hermanos sueñan despiertos (es) raconte l'histoire de deux frères détenus en prison, et est récompensé notamment au Festival international du film de Guadalajara,. Le film est également choisi pour représenter le Chili aux prix Ariel 2022 décernés par l'Académie mexicaine des arts et des sciences cinématographiques,.
Elle est coréalisatrice avec Gaspar Antillo de la série 42 días en la oscuridad, première série de fiction de Netflix au Chili, inspirée de l'Affaire Haeger (es).

## Filmographie

### Court-métrage
- 2012 : San Juan, la noche más larga

### Vidéoclips
- 2017 : Isidora, de Denise Rosenthal[15]
- 2018 : Cabello de ángel, de Denise Rosenthal[15]
- 2019 : El amor no duele, de Denise Rosenthal[9]

### Longs-métrages
- 2016: Mala junta
- 2021: Mis hermanos sueñan despiertos (es)

### Série
- 2022: 42 días en la oscuridad[16]

## Prix et récompenses
- Festival international du film de Valdivia 2016 : Meilleur film pour Mala junta
- Prix du Public et Prix Lycéen de la Fiction au festival Cinélatino de Toulouse pour Mala junta[17],[18]
- Festival international du film de Santiago 2017 : Prix Kinema du meilleur film pour Mala junta
- Rencontres Cinémas d'Amérique latine 2017 : sélection « Compétition », Prix du public et Prix lycéen de la fiction pour Mala junta
- Festival international du film de Guadalajara 2021 : Meilleur film, Meilleur acteur et meilleur scénario pour Mis hermanos sueñan despiertos[11]
- Grand Prix et Prix du Public au festival Cinélatino de Toulouse pour Mis hermanos sueñan despiertos[17]